# Church of St James (Woolsthorpe by Belvoir)

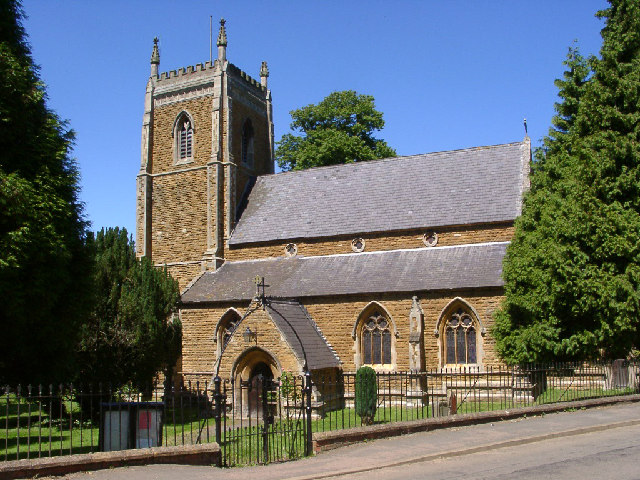
Die Kirche St James

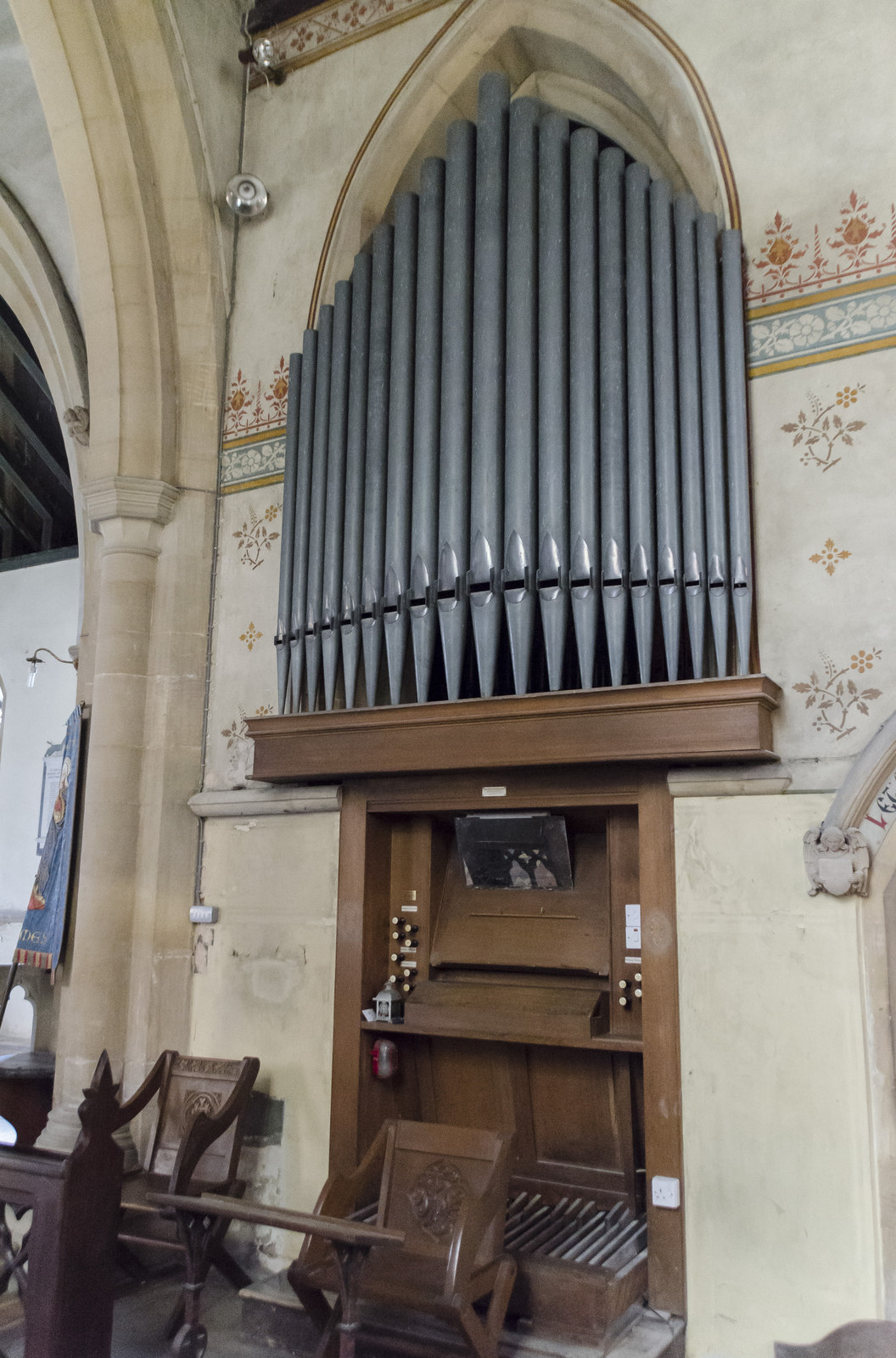
Die Kirkland-Orgel

Die Church of St James ist ein anglikanisches Kirchengebäude in dem Weiler Woolsthorpe by Belvoir, der sich unmittelbar östlich von Belvoir Castle im Distrikt South Kesteven (Lincolnshire) in Großbritannien befindet. Die Kirche ist seit 1979 als Kulturdenkmal der Kategorie Grade II eingestuft.

## Beschreibung
Die dem Patrozinium des heiligen Jakobus des Älteren unterstellte Kirche wurde an der Stelle einer älteren Marienkapelle errichtet und ersetzt einen mittelalterlichen Vorgängerbau, von dem sich geringe Reste auf dem alten Friedhof südlich des heutigen Ortskerns erhalten haben. Das neugotische Gotteshaus wurde 1847 nach Plänen von G. G. Place aus Nottingham im Stil der Gotik des frühen des 14. Jahrhunderts als dreischiffige ungewölbte Basilika mit gerade geschlossener Apsis und einem vorgesetzten Westturm errichtet.

## Ausstattung
Die Orgel wurde 1903 durch den Orgelbauer Alfred Kirkland aus London errichtet, die ein älteres Instrument ersetzte, das aus den Vereinigten Staaten stammte.

## Pfarrhaus
Südlich der Kirche befindet sich das denkmalgeschützte Pfarrhaus (englisch Rectory). Es ist auch seit 1979 als Kulturdenkmal der Kategorie Grade II eingestuft. Das zweigeschossige Pfarrhaus wurde Ende des 18. Jahrhunderts aus rotem Backstein errichtet und in der Mitte des 19. Jahrhunderts erweitert. Es ist mit einem Schieferdach gedeckt. In dem Fernsehfilm Der kleine Lord diente das Haus im Jahr 1980 als Drehort.  